# Самоа (архипелаг)
Самоанска острва су архипелаг у Полинезији у средњем јужном Пацифику, који заузима површину од 3030 км2. Административно, архипелаг обухвата целу независну државу Самоу и већи део Америчке Самое (осим острва Свејнс, које географски припада Токелауу). 
Становништво Самоанских острва чини отприлике 250.000 људи. Житељи архипелага служе се самоанским језиком. Већина Самоанаца је самоанског порекла и једни су од најбронијих полинежанских популација на свету.
Најстарији докази о људској активности на Самоанским острвима датирају још из 1050. године пре нове ере. Године 1768, источна острва посетио је француски истраживач Луј Антоан де Бугенвил, који их је назвао Навигациона острва. Овакво име се у Европи користило до око 1870. године.

## Самоа и Америчка Самоа
Политички гледано, на Самоанским острвима налазе се Самоа и већински део Америчке Самое. 
- Самоа, независна држава. Обухвата западни део архипелага, а стекла је независност 1962. Површина Самое износи 2831 км2. Самоу насељава 196.000 становника (2016). Некада је била позната као Немачка Самоа (1900—1914) и Западна Самоа (до 1997). 
  - Главни град је Апија, а валута је самоанска тала.
- Америчка Самоа, територија Сједињених Америчких Држава, која обухвата источни део архипелага. Површина Америчке Самое износи 199 км2. Америчку Самоу насељава 56.000 становника (2018). 
  - Главни град је Паго Паго, а валута је амерички долар.

## Клима
Клима је тропска. Кишна сезона је од новембра до априла. Архипелаг често погађају тропски циклони, између децембра и марта, због положаја архипелага у јужном делу Тихог океана.

## Галерија
- Планина Матавану вулканска ерупција на острву Саваи, 1905.
- Село Афоно, острво Тутуила, Америчка Самоа.
- Острво Ауну, у близини обале острва Тутуила, Америчка Самоа
- Плажа на Офу-Олосеги.
- Водопад Фуиписија у Лотофаги, острво Уполу.